# Institutiones Historico-Physicae Regni Vegetabilis
Institutiones Historico-Physicae Regni Vegetabilis (abreviado Inst. Regn. Veg., ed. 2.) es un libro con ilustraciones y descripciones botánicas que fue escrito por el médico, botánico, pteridólogo, briólogo y algólogo alemán Christian Gottlieb Ludwig y publicado en Leipzig en el año 1757.